# Личфийлд (Аризона)
Вижте пояснителната страница за други значения на Личфийлд.
Личфийлд (на английски: Litchfield Park) е град в окръг Марикопа, щата Аризона, САЩ. Личфийлд е с население от 5593 жители (2007) и обща площ от 8,1 km². Намира се на 314 m надморска височина. ZIP кодът му е 85340, а телефонният му код е 623.